# Литюк Анатолій Іванович
Литюк Анатолій Іванович (нар. 2 серпня 1949, Олександрія) — український політик.
Кандидат економічних наук; заступник голови наглядової ради АТ «Ощадбанк».

## Життєпис
Народився Литюк Анатолій Іванович 02 серпня 1949 року в місті Олександрія (Кіровоградська область); одружений; має 2 синів.
- 1964—1967 рр. — навчання у Київському електромеханічному технікумі залізничного транспорту.
- 1976 р. — здобув освіту в Дніпропетровському інституті інженерів залізничного транспорту, за фахом інженер-електромеханік.
- 1994 р. — здобув освіту у Донецькому державному університеті, «Економіка і соціологія праці», за фахом економіст.
- 1997 р. — кандидатська дисертація на тему «Моделювання організаційного механізму управління великого промислового комплексу», у Донецькому державному університеті.

## Професійна діяльність
1967—1968 рр. — помічник машиніста електровоза, локомотивного депо Львів-Захід Львівської залізниці і моторовагонного депо Фастів-1 Південно-Західної залізниці. 
1968—1970 рр. — служба в армії. 
1970—1971 рр. — електрослюсар служби тяги, Олександрійське вантажотранспортне управління комбінату «Олександріявугілля».
1971—1976 рр. — студент Дніпропетровського інституту інженерів залізничного транспорту. 
З 1976 р. — начальник енергодільниці залізничного цеху. 
1988—1990 рр. — голова ради трудового колективу комбінату і секретар партійної організації залізничників.
Березень 1990 р. — заступник генерального директора з праці та кадрів Маріупольського металургійного комбінату «Азовсталь».
З 1996 р. — директор з персоналу, член правління ВАТ "Металургійний комбінат «Азовсталь».

## Політична діяльність
Народний депутат України 3 скликання березень 1998 - квітень 2002 рр., виборчий округ № 56, Донецька область. На час виборів: директор з питань персоналу ВАТ "Металургійний комбінат «Азовсталь».
Член фракції НДП (травень 1998 - березень 1999 рр.), член фракції ПРП «Реформи-центр» (березень 1999 - січень 2000 рр.), позафракційний (січень - вересень 2000 р.), член фракції «Яблуко» (вересень 2000 - квітень 2001 рр.), член групи «Регіони України» (квітень - листопад 2001 р.), член фракції «Регіони України» (з листопада 2001 р.). Член Комітету з питань економічної політики, управління народним господарством, власності та інвестицій (червень - листопад 1998 р.), член Комітету з питань промислової політики і підприємництва (з листопада 1998 р.).

## Нагороди
Орден «За заслуги» III ст.